# Nathaniel Isaacs
Nathaniel Isaacs (Canterbury, 1808 – Egremont, 26 giugno 1872) è stato un avventuriero inglese che ha avuto un ruolo nella storia di Natal, in Sudafrica.
Ha scritto un libro distribuito in due volumi (la cui accuratezza è ora controversa) intitolato Travels and Adventures in Eastern Africa che divenne in seguito una delle principali fonti citate dagli scrittori della storia del Natal, tra cui Morris (The washing of the Spears: The Rise and Fall of the Zulu Nation),, Ritter (Shaka Zulu: The Rise of the Zulu Empire) e Bulpin (Natal and the Zulu Country).

## Biografia

### Origini
Isaacs è nato a Canterbury, in Inghilterra, da una famiglia ebrea. Suo padre era un commerciante e residente a Chatham e sua madre era Lenie Solomon, figlia di Nathaniel Solomon di Margate e Phoebe Mitz che proveniva dai Paesi Bassi. Dopo la morte del padre nel 1822, si unì allo zio materno, Saul Solomon Sr., un mercante con sede nell'isola di Sant'Elena. Suo cugino, Saul Solomon Jr., era un influente politico liberale della Colonia del Capo. Nel giugno 1825, persuase lo zio a permettergli di accompagnare il tenente King, capitano del brigantino The Mary, in Sudafrica in qualità di "compagno" del capitano. Dopo che il brigantino ebbe scaricato a Città del Capo, King salpò per Port Natal alla ricerca degli avventurieri Francis Farewell, un mercante delle Indie Orientali, e Francis Fynn, un medico, del quale non si avevano notizie da diciotto mesi.

### Nel Natal
Lasciando Città del Capo il 26 agosto 1825, il Mary fece diverse soste lungo la costa dell'Africa meridionale, ancorando al largo di Port Natal il 1º ottobre. Entrando nel porto, il Mary affondò quando colpì un banco di sabbia.
Raggiunta la riva, il gruppo trovò l'accampamento di Farewell deserto, poiché gli avventurieri erano in una spedizione di caccia. Una volta che Farewell tornò, Isaacs accompagnò King in una visita di cortesia a Dingane, fratello del re Shaka degli zulu. Una volta che Shaka seppe dell'arrivo di King, il gruppo furono convocati nel suo kraal.
Isaacs registrò le sue impressioni sul popolo Zulu e sui loro costumi che sono particolarmente interessanti in quanto sono un resoconto del popolo Zulu prima che cadesse sotto l'influenza europea. Viveva a contatto quotidiano con il potente re Shaka all'epoca in cui l'Impero Zulu era al suo apice d'influenza nell'Africa meridionale. Fu trattato nel complesso con favore, ricevendo rango e onori, nonché un vasto appezzamento di terreno. La maggior parte di ciò che è stato scritto su Shaka proviene dai resoconti di Henry Francis Fynn e Isaacs che hanno imparato a parlare fluentemente la lingua Zulu.
Il tenente Farewell, Fynn e Isaacs fondarono la città di Port Natal, in seguito ribattezzata Durban, che divenne la seconda città più grande del Sud Africa nei tempi moderni. Nel 1828, Shaka nominò Isaacs "Induna Incoola ", o capo principale del Natal, e gli concesse grandi aree di terra.

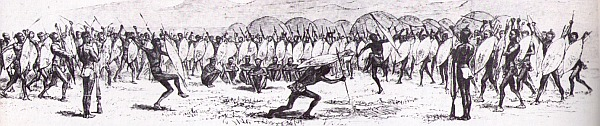
Ricezione degli Zooloo per Chaka dal libro di Isaacs Travels and Adventures in Eastern Africa. Descrittivo dello Zoolus, dei loro modi, costumi, con uno schizzo di Natal.

### Carriera successiva
Isaacs lasciò il Natal nel 1831, quando il successore di Shaka, Dingane, preparava il massacro dei pochi bianchi che vivevano lì. Nel 1844, abbandonò la sua pretesa sulla terra concessagli da Shaka e si stabilì in Sierra Leone dove creò una fiorente attività. Tuttavia, nel 1854 fu accusato di commercio di schiavi dal governatore, Sir Arthur Kennedy. Isaacs venne a sapere del suo imminente arresto e partì per Liverpool, dove avrebbe trascorso gli ultimi anni della sua vita. Kennedy fu nominato governatore del Nuovo Galles del Sud e portò con sé i documenti relativi alle accuse di commercio di schiavi quando tornò in Inghilterra prima di assumere il suo incarico in Australia. I documenti andarono perduti quando la nave su cui viaggiava, la Forerunner, fece naufragio al largo di Madeira nell'ottobre 1854. In assenza dei documenti, i tribunali inglesi si sono rifiutati di procedere con l'accusa.
Isaacs morì il 26 giugno 1872 a Egremont, sul lato opposto del Mersey da Liverpool ed è sepolto nel cimitero ebraico di Canterbury.

## Commento degli storici
Negli ultimi anni molti accademici hanno messo in dubbio l'accuratezza degli scritti di Isaac. Dan Wylie, un accademico della Rhodes University, ha affermato che Isaacs ha deliberatamente esagerato la portata della brutalità di Shaka per aumentare le vendite dei suoi libri e di quelli di Flynn. Altri storici però si sono affrettati a sfidare Wylie. Petros Sibani, storico e guida turistica dei campi di battaglia Zulu, ha affermato che non c'erano dubbi che Shaka fosse "un uomo crudele e spietato ma erano tempi crudeli e spietati".
Anche un altro storico, Stephen Gray, ha messo in dubbio l'accuratezza degli scritti di Isaacs. Nel suo commento agli scritti di Charles Rawden Maclean su The Nautical Magazine, osserva che Maclean non ha fatto alcun riferimento a Isaacs. Egli ipotizza anche che sia stato Isaacs a dare a Maclean il nome "John Ross" perché non riusciva a ricordare il vero nome di Maclean. Gray è feroce nei confronti di Isaacs nella misura in cui confrontando gli scritti dei due uomini ha scritto: "Le differenze tra i resoconti di Maclean e Isaacs [della brutalità di Shaka] sono così evidenti che uno è costretto a chiedere quale dei due sta mentendo chiaramente."

## Lavori pubblicati
- Isaacs N, Travels and Adventures in Eastern Africa, Descriptive of the Zoolus, Their Manners, Customs, Etc. Etc. with a Sketch of Natal, vol. 2, Londra, E. Churton, 1836.